# Filippa Lagerbäck
Marika Filippa Lagerbäck nota semplicemente come Filippa Lagerbäck (Stoccolma, 21 settembre 1973) è una conduttrice televisiva, showgirl ed ex modella svedese naturalizzata italiana.

## Biografia

### Esordi
Figlia di uno psicologo e di una dottoressa che si separano quando lei ha un anno, a 14 anni viene notata in un grande magazzino da un talent scout di un'agenzia di moda di Stoccolma; così, lavorando nei weekend e durante le vacanze inizia la carriera come fotomodella. Concluso il liceo a indirizzo economico, si stabilisce con il fidanzato svizzero a Lugano, trascorrendo però periodi nelle capitali mondiali della moda. Intraprende la strada dello spettacolo lanciata nel 1993 dallo spot pubblicitario della birra Peroni. Nel 1996 esordisce al cinema nel film Silenzio... si nasce, di Giovanni Veronesi, e nella stagione 1998-1999, voluta da Fiorello e Luca Tiraboschi, che la contattano attraverso la sua agenzia, esordisce in televisione a Roma affiancando lo showman siciliano nel preserale a premi di Canale 5 Superboll.

### Carriera televisiva in Italia e Svezia
Dopo un periodo di ritorno alle sfilate, sono seguite stagioni in Mediaset e Rai. Nel 2000 ha condotto con Marco Balestri, Alessia Merz e Samantha de Grenet, due edizioni del programma comico Candid Angels (trasmissione di candid camera) e Strano ma vero, con Gene Gnocchi e Cristina Parodi, entrambi su Italia 1. Nell'estate 2001 ha condotto il programma musicale Controvento su Italia 1, e dal 2002 ha presentato il Circo Massimo su Rai 3, comprese le prime due puntate nel 2010.
Televisivamente parlando, ha anche lavorato in Svezia, dove ha condotto per il canale TV4 nel 2004 la quinta e ultima stagione del reality show Farmen, l'equivalente dell'italiano La fattoria, e nel 2010 il reality Drömmen om Italien (Il sogno Italiano). A partire dalla primavera del 2005 assiste Fabio Fazio nel talk show Che tempo che fa, introducendo gli ospiti che vengono intervistati durante la puntata.
Dal 28 aprile 2012 conduce con Pino Strabioli su LA7d il programma That's Italia, una rubrica alla scoperta di un'Italia insolita. Il 13 febbraio 2013 è tra i cosiddetti "proclamatori" del Festival di Sanremo, condotto da Fabio Fazio e Luciana Littizzetto, per proclamare gli Almamegretta. Dal 2014 è il volto femminile del canale Bike Channel (Sky) con il programma da lei condotto In bici con Filippa. Nel 2017 è stata una delle cinque conduttrici di The Real su TV8. Nel 2022 interpreta se stessa in Belli ciao, film di Pio e Amedeo.

### Opere letterarie
Il 10 aprile 2013 pubblica il suo primo libro Io pedalo. E tu?.

## Vita privata
Dal 2000 è legata sentimentalmente al presentatore radio-televisivo Daniele Bossari, da cui ha avuto una figlia, Stella, nata il 24 luglio 2003 a Città di Castello. Nel novembre 2017, durante la semifinale del Grande Fratello Vip, Bossari ha fatto alla Lagerbäck la proposta di matrimonio, che lei ha accettato. Il matrimonio è stato celebrato con rito civile venerdì 1º giugno 2018 alle Ville Ponti, a Varese.

## Filmografia
- Silenzio... si nasce, regia di Giovanni Veronesi (1996)
- Belli ciao, regia di Gennaro Nunziante (2022)

## Programmi televisivi

### Italia
- Superboll (Canale 5, 1998-1999)
- Candid Angels (Italia 1, 2000-2001)
- Strano ma vero - Alla faccia dell'ornitorinko (Italia 1, 2000)
- Controvento (Italia 1, 2001)
- Roma chiama New York: jazz e memoria  (Rai 3, 2002)
- Circo Massimo (Rai 3, 2002-2006; 2008-2010)
- Festival internazionale del circo di Monte Carlo (Rai 3, 2002-2005)
- Che tempo che fa (Rai 3, 2005-2017, 2020-2023; Rai 1, 2017-2019; Rai 2, 2019-2020; NOVE, dal 2023)
- That's Italia (LA7, 2012-2013)
- In bici con Filippa (Bike Channel, 2014-2016)
- Risollevante Tour (Comedy Central, 2015-2016)
- The Real (TV8, 2017)
- Il borgo dei borghi (Rai 3, 2018) giurata
- Il matrimonio di Daniele e Filippa - Enzo Miccio Wedding Planner (Real Time, 2018)
- Icarus Ultra - Le vie green di Filippa (Sky Sport, Cielo, 2023-2025)
- Che tempo che farà (NOVE, dal 2024)
- GialappaShow (TV8, 2024)

### Svezia
- Farmen (TV4, 2004)
- Drömmen om Italien (TV4, 2010)

## Teatro
- Il Cirque du Cirill (2007-2008)

## Spot
- Peroni (1993-1996)
- Daygum (2011-2013)
- H&M (2019)

## Libri
- Io pedalo. E tu?, Gribaudo, 2013, ISBN 978-8858009338.